# Модулация (музика)
Вижте пояснителната страница за други значения на Модулация.
Модулация  (от латински modulatio – измерване) е музикален термин, с който се обозначава преминаването от една към друга тоналност в рамките на едно музикално произведение, част от изразните средства на музикалната композиция.
Най-често се използват модулации по квинтовия и квартовия кръг, например от до мажор в сол мажор; към едноименни тоналности – (от до мажор в до минор); паралелни тоналности – (от до мажор в ла минор); хроматични модулации (от до мажор в до-диез мажор) и подобни.
Модулацията се използва от най-стари времена, но в сегашния си вид става възможна едва след въвеждането на т. нар. темпериран строй.
Може да не бъде обозначена в нотописа, когато става дума за кратки музикални пасажи.